# Нетратівка
Нетра́тівка — село в Україні, у Пирятинській міській громаді Лубенського району Полтавської області. Населення становить близько 100 осіб. Колишній орган місцевого самоврядування — Куріньківська сільська рада.

## Географія
Село Нетратівка знаходиться на лівому березі річки Удай, вище за течією на відстані 1 км розташоване село Курінька, нижче за течією на відстані 3,5 км розташоване село Скибинці, на протилежному березі — села Духове та Гінці. Річка в цьому місці звивиста, утворює лимани, стариці та заболочені озера.

## Історична довідка
Село засноване наприкінці XVII — на початку XVIII ст. Вперше згадано у Генеральному слідстві про маєтності Лубенського полку. Станом на 1730 рік у селі значилося 7 дворів. Очевидно, що назва села походить від імені чи прізвища перших поселенців.
Від моменту заснування до 1757 року Нетратівка входила до складу Чорнухинської сотні, а в 1757—1781 рр. — Куріньківської сотні Лубенського полку.
У другій половині XVIII ст. у селі стояло 24 хати, 11 із яких належали козакам, по одній — козацькому підсусідку і різночинцю, 12 — селянам.
У 1787 р. в селі значилося 67 «душ» — чоловіків, які платили податки (тому загалом населення Нетратівки разом із жінками і дітьми складало близько 150 чол.). Власником селян на той момент була вдова лубенського полкового осавула Євдокія (Авдотья) Рвачевська.
У XIX-на початку XX ст. Нетратівка входила до складу Лохвицького повіту Полтавської губернії.
У 1803 році в селі значилося 76 «душ», в 1877/1888 рр. — 128.
У 1910 році в Нетратівці було 48 дворів, у яких проживало 308 мешканців.
У 1913 році в селі збудували земську школу за проектом Опанаса Сластіона.
В 1917—1919 рр влада в селі змінювалася кілька разів.
Нетратівка постраждала від Голодомору 1932—1933 рр. Точна кількість жертв невідома.
Під час II Світової війни багато жителів села було мобілізовано до Червоної армії або вивезено на примусові роботи до Німеччини. Станом на 1.01. 1943 р. в селі проживало 273 людини (43 чоловіки, 104 жінки, 95 дітей).
На фронті загинуло 32 уродженці Нетратівки. Відомо, нетратівець Остренко Сергій (1914—1942) загинув і похований на території Тверської області в Росії. Тимофій Вовк (1907—1943) і Артюх Микола (1918—1943) загинули під час боїв на Букринському плацдармі. Т.Вовк похований в селі Ходорів Київської області, а М.Артюх в селі Трахтемирів Черкаської області. Відомо також, що житель села Алехно Василь (1906—1945) загинув і похований на території Польщі. Місця загибелі більшості нетратівців, які воювали в Червоній армії, залишилися невідомі.
У післявоєнний час село входило до складу колгоспу «Дружба».

## Сучасність
У 2011 році в Нетратівці у приміщенні колишньої земської школи відкрили дитячий будинок сімейного типу.
Станом на 2017 рік у селі проживає близько 100 жителів.
12 червня 2020 року, відповідно до розпорядження Кабінету Міністрів України № 721-р «Про визначення адміністративних центрів та затвердження територій територіальних громад Полтавської області», село увійшло до складу Пирятинської міської громади.
19 липня 2020 року, в результаті адміністративно - територіальної реформи та ліквідації Питятинського району, село увійшло до складу новоутвореного Лубенського району.

## Світлини села

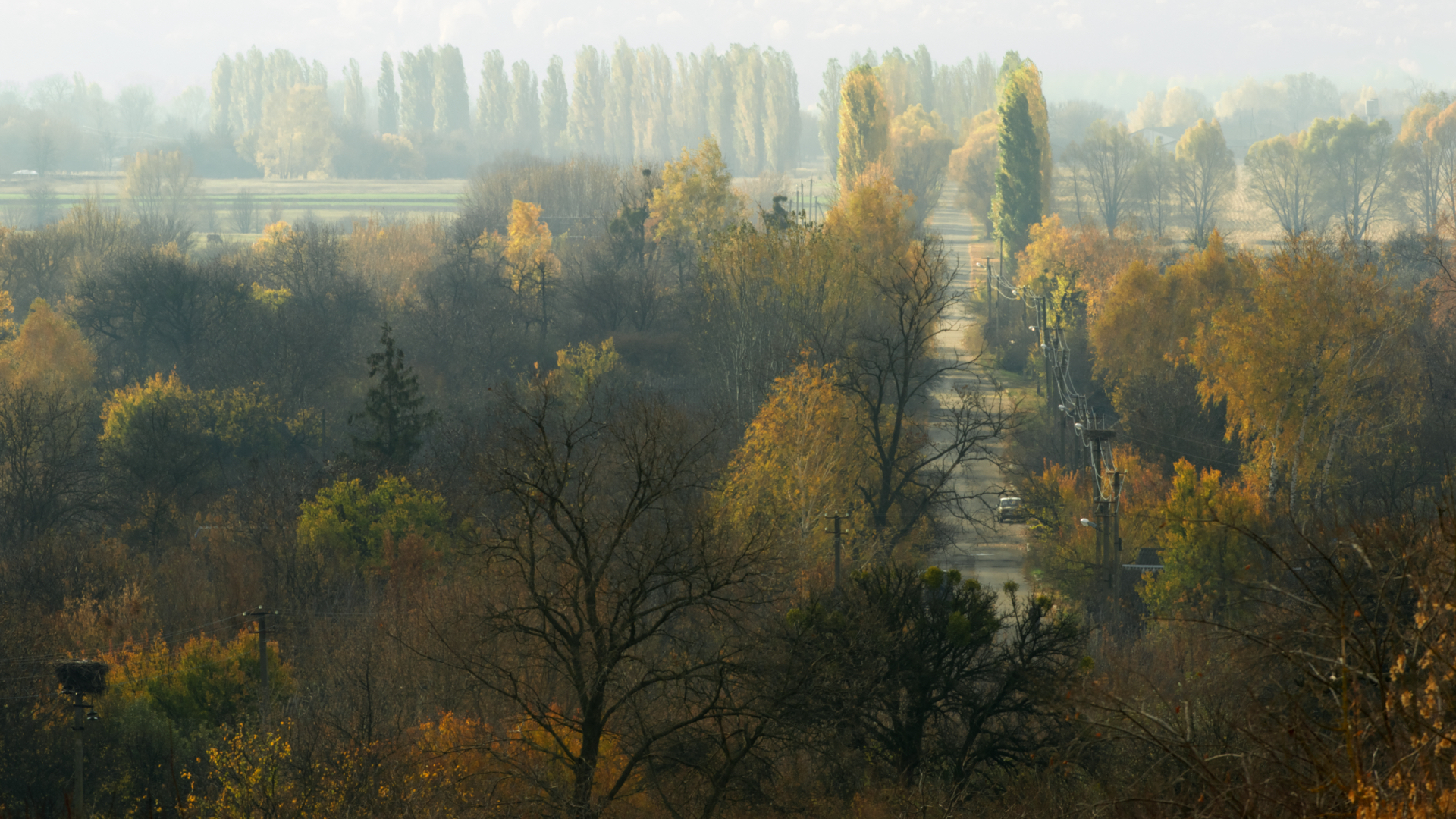
Дорога між Курінькою та Нетратівкою
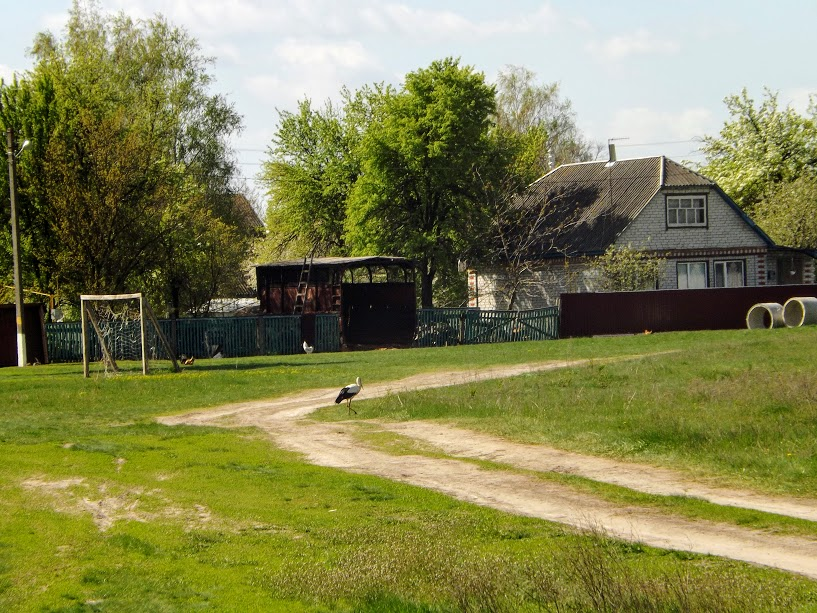
Лелека на вулиці в Нетратівці
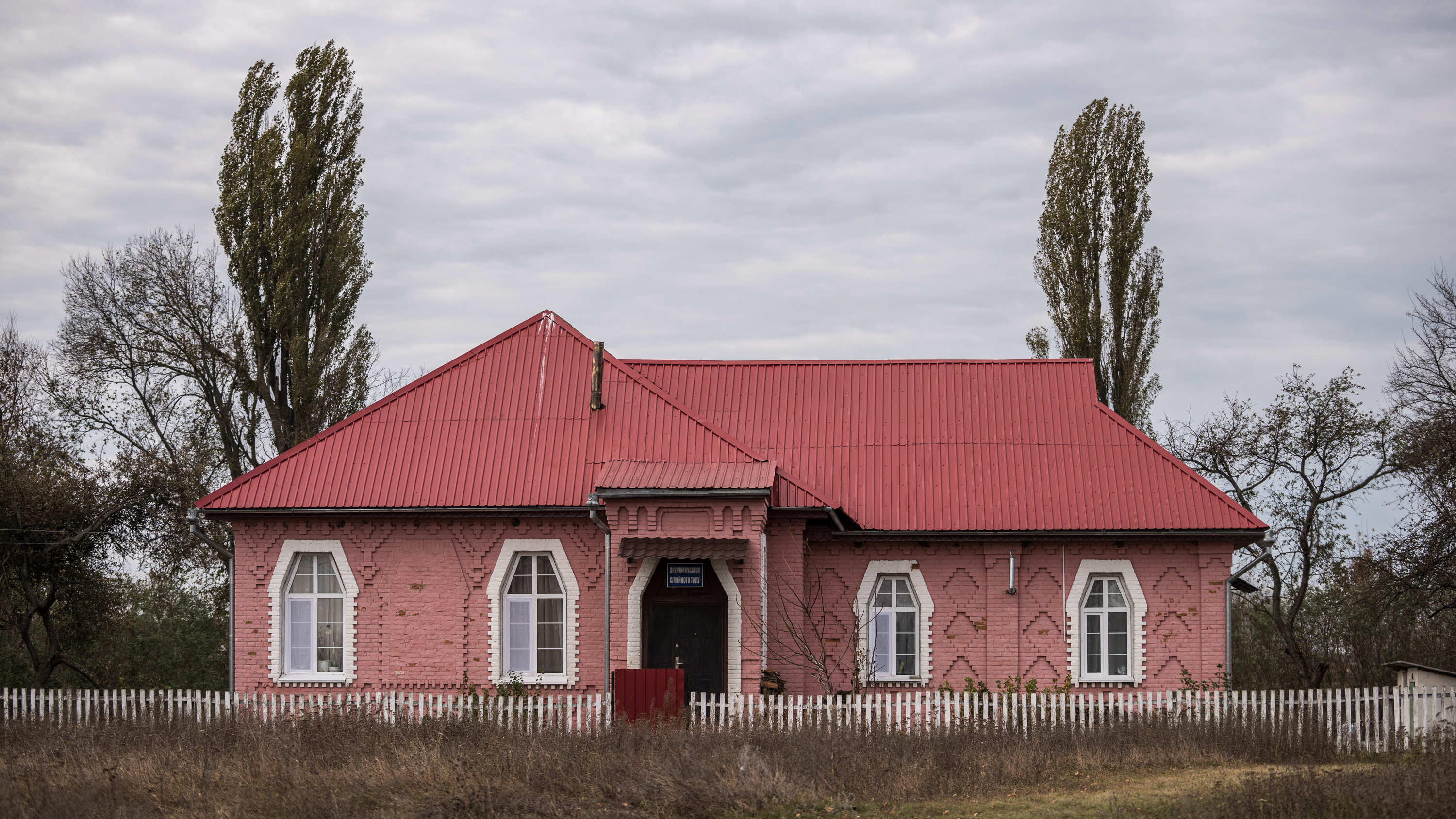
Дитячий будинок сімейного типу (колишнє приміщення земської школи)
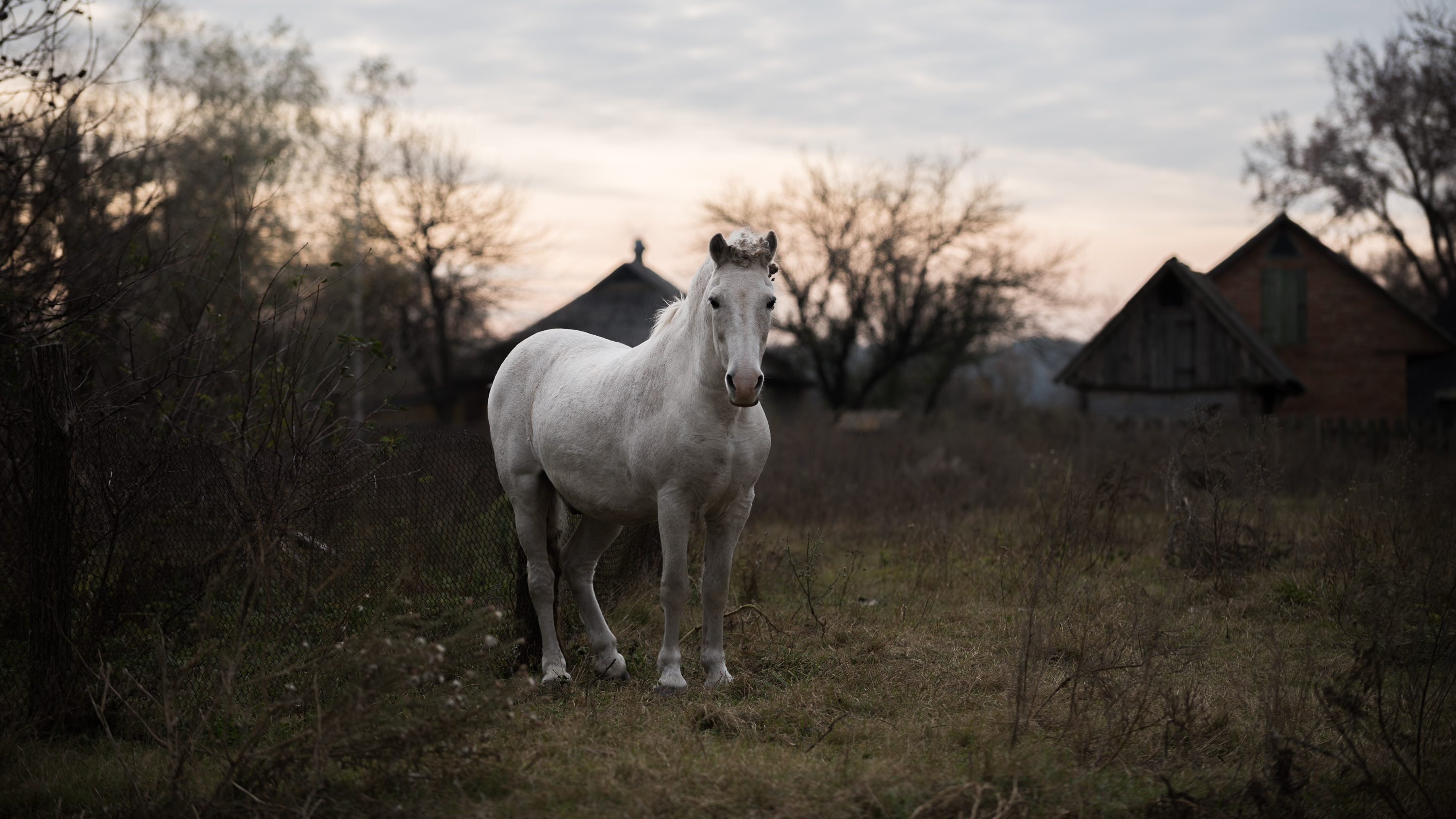
Кінь поблизу будинків жителів Нетратівки
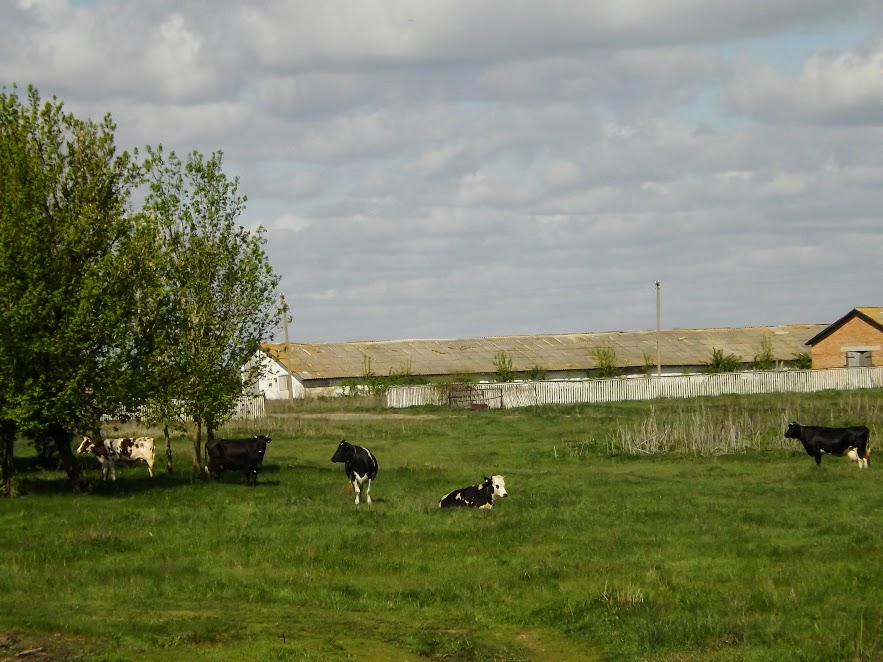
Місце випасу худоби у селі Нетратівка
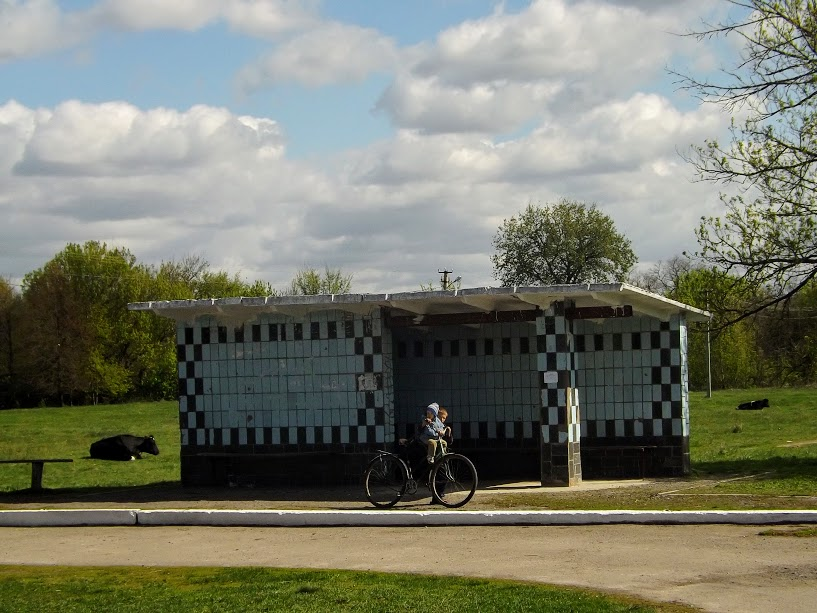
Діти на велосипеді в селі Нетратівка
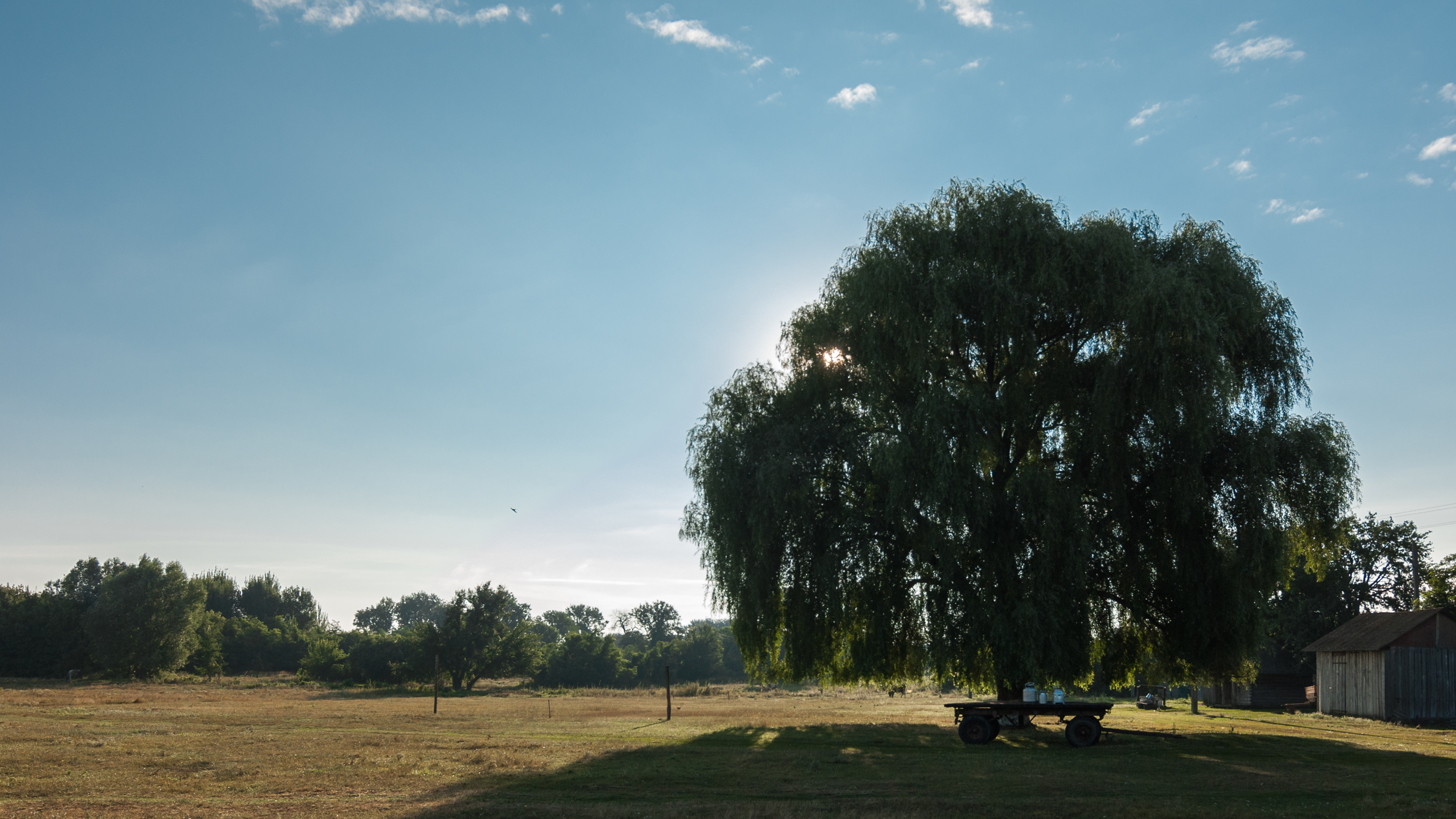
Вигін у Нетратівці
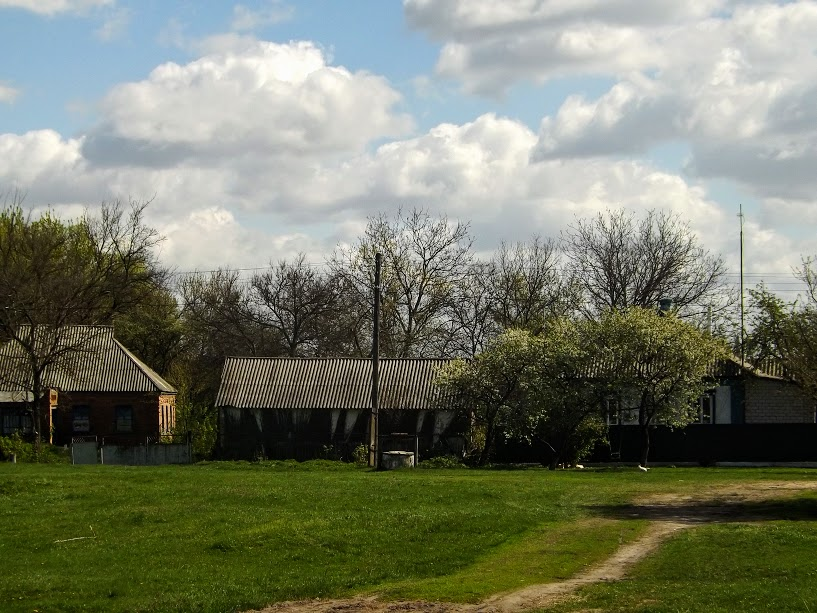
Будинки жителів села
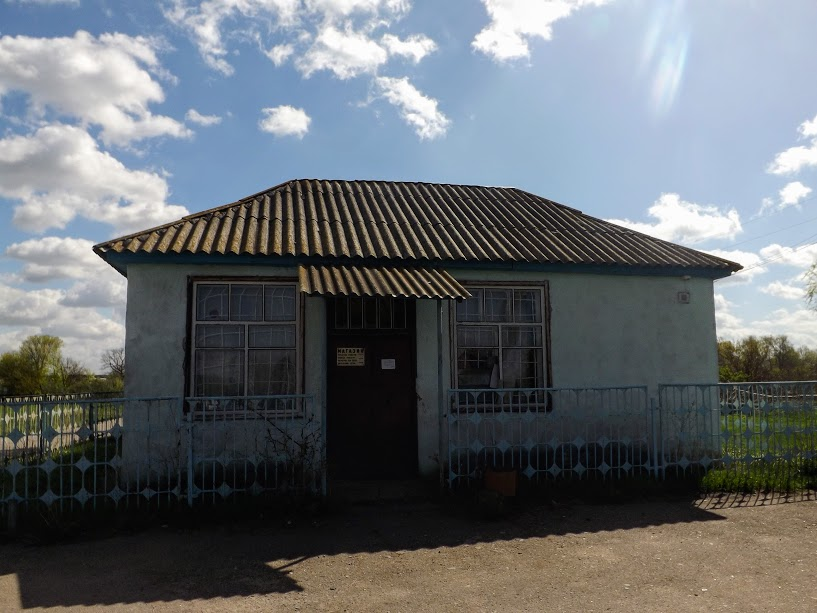
Приміщення магазину в селі Нетратівка

## Також
- Перелік населених пунктів, що постраждали від Голодомору 1932—1933 (Полтавська область)